# Politics and Economics Research Trust
Le TaxPayers' Alliance Research Trust (qui s'est rebaptisé environ un an plus tard Politics and Economics Research Trust (PERT) est une « organisation de bienfaisance » anglaise. Il a été créé en 2006 par la TaxPayers' Alliance (TPA), un Think tank et lobby anglais, basée à Londres, lui-même créé deux ans plus tôt (en 2004) pour faire campagne, selon ses dires, contre les taux d'imposition jugés trop élevés et croissants, pour la transparence à tous les niveaux de gouvernement, et contre le "gaspillage gouvernemental", croyant en « un pays pro-entreprise avec des taxes plus basses et plus simples qui financeraient de meilleurs services publics grâce à l'innovation, à l'automatisation et à l'élimination du gaspillage » (transparence exigée de toutes les échelles de gouvernance publique, mais pas du secteur privé, ni des groupes de lobbying).
Ce Trust, politiquement situé à droite, s'inscrit dans une tendance libertarienne de Résistance fiscale. Il a aussi joué un rôle dans la campagne pro-Brexit avec sa maison-mère (TPA), souvent considérée comme l'une des officines du Parti conservateur ,,.

## Missions du PERT
Le PERT est un organisme de bienfaisance créé (selon son Site Internet) « pour faire progresser l'éducation du public et en particulier pour promouvoir dans l'intérêt public la recherche en matière de fiscalité, de politique publique, d'économie appliquée et de science politique et pour en diffuser les résultats utiles ».
Avec l'argent de ses donateurs, il peut payer des chercheurs en interne et/ou peut financer d'autres entités (bourses, sous-traitance...) pour des travaux de recherche (s'ils sont conformes aux objectifs du Trust). 

Le PERT a ainsi financé le thinktank Commonwealth Exchange (qui a disparu depuis), ou Business for Britain. 
En 2017, à titre d'exemple, le PERT a financé Big Brother Watch (BBW, organisme apolitique); CapX (propriété du Centre for Policy Studies) ; le Centre for Social Justice (CSJ); le Centre for Policy Studies (CPS); et le  charity Institute of Economic Affairs (IEA).

## Publications du PERT
Selon le site internet du PERT (Politics and Economics Research Trust), les sujets de recherche qu'il a traité ont été en 14 ans (de 2006 à 2020) :
1. Rééquilibrer l'économie (2016) ; Si l'économie britannique est déséquilibrée et, dans l'affirmative, comment un rééquilibrage pourrait-il être le mieux réalisé en termes de changements de politique axés sur la demande ou via des mesures du côté de l'offre ?
2. Rémunération et ses mécontentements
3. Optimisation des ressources dans la prestation de services publics
4. Répartition géographique de la richesse

## Gouvernance du PERT
L'organisation caritative est dirigée par des membres de l'aile droite, euro-sceptique, du Parti conservateur et de l'UKIP ; Ainsi :
- Malcolm Pearson, ancien chef de l'UKIP, est l'un des ancien membres du Trust[9] ;.
- l'un des points de contact de cet organisme de bienfaisance a été Patrick Barbour, millionnaire et important donateur du Parti conservateur[9] ;
- Matthew Elliott au centre des campagnes pro-Brexit, a été secrétaire du PERT durant près de 4 ans (de 2006 à février 2010)[9].

En 2020, selon le Trust, ses membres (trustee pour les anglophones) sont : 
- Peter Brown[Lequel ?] ;
- Tim Knox ;
- Alex Deane ;

Et Bob Cameron-Clarke (FCA) en est administrateur et secrétaire.
Dans le passé, d'autres membres importants en ont été : 
- Patrick Barbour[9] ;
- John Mills[9] ;
- Richard Smith[Lequel ?][9] ;
- Lord Pearson of Rannoch (démissionnaire en novembre 2009)[9].

## Statut juridique du Trust PERT
Le TaxPayers' Alliance Research Trust (rebaptisé environ un an plus tard Politics and Economics Research Trust mais sans changement de statut) a un statut d'ONG à but caritatif, à la différence de sa maison-mère qui est une société privée à responsabilité limitée par garantie au Royaume-Uni - numéro 04873888.

## Financements du Trust PERT?
La maison-mère du trust (la TPA, qui fait partie des 475 organisations de droite formant le Réseau Atlas) donne peu d'informations sur ses revenus ou ses donateurs,. Elle a reçu la note la plus basse possible en termes de transparence financière, de la part de l'ONG britannique « Who Funds You » (ONG qui promeut et évalue la transparence des financement des think tanks).
Au moins durant quelques années, le parlementaire Lord Nigel Vinson semble avoir été l'un des principaux donateurs au Trust PERT, via son propre organismes de bienfaisance subventionnaire : le Nigel Vinson Charitable Trust ou NVCT. 
Nigel Vinson est un industriel ayant fait fortune à la tête de l'entreprise Plastic Coatings ; c'est aussi un homme politique qui a contribué à créer avec Margaret Thatcher à fonder le thinktank IEA (dont il est aussi vice-président depuis 1995, d'après sa biographie en ligne sur le site Web du Parlement). L'IEA, proche du PERT et de sa maison mère (TPA) a été très impliqué dans la promotion du Brexit ; Vinson en a été président de 1989 à 1995. Et en 2012-2016, son organisme de bienfaisance personnel a été l'un des principaux bailleurs de fonds du PERT (d'après les comptes de NVCT).

## Influences et positionnement sur l'échiquier politique
Les sujets abordés par le trust sont ceux de sa maison mère (TPA).
Ce trust est placé sur la droite de l'échiquier politique. Et il s'inscrit clairement dans le mouvement libertarien de Résistance fiscale et de Conservatisme fiscal.
Il a joué un rôle d'influence, au service de sa maison-mère et de ses alliés dans la campagne pro-Brexit lors du référendum (cette maison-mère, la TPA, étant elle-même souvent considérée comme une officine du Parti conservateur ,,, fonctionnant selon la BBC (2008), plutôt comme un « groupe de campagne » que comme un Think tank classique, ce que reconnait son directeur.
Selon le lanceur d'alerte Shahmir Sanni, la TaxPayers' Alliance a travaillé durant la période référendaire en faveur du Brexit, de concert avec d'autres Think tanks et groupes de pression, notamment liées au 55 Tufton Street à Westminster Parmi ces "alliés", figure notamment un groupe surnommé «les neuf entités», qui durant la campagne ayant abouti au Brexit se réunissait deux fois par semaine au 55 Tufton Street pour coordonner leurs politiques et discours portés vers les médias et réseaux sociaux, (selon le Directeur de la TPA (M. Elliott), la TPA en était, en 2008, à trois «coups» médiatiques par jour).

Les neuf groupes de pression ainsi alliés étaient, outre la TaxPayers' Alliance, le bureau de Peter Whittle (ancien chef adjoint de l'UKIP), Civitas, l'Adam Smith Institute, Leave Means Leave, la Global Warming Policy Foundation, BrexitCentral, le Center for Policy Studies et l' Institute for Economic Affairs.

## Critiques, illégalités
En 2009, la TPA a admis que son directeur Matthew Elliott, qui a aussi été secrétaire durant 4 ans du Trust ne payait pas d'impôts au Royaume-Uni.
Il est parfois soupçonné que dans le monde, des alliances de défense des contribuables cachent des financeurs qui les utilisent pour affaiblir les États et leur contrôle sur leurs entreprises (pétrogazières notamment). Ainsi, un rapport de 2010 a conclu qu'un groupe défendant les mêmes valeurs que la TPA anglaise : Americans for Prosperity (groupe d'activistes anti-taxes du Tea Party, prétendant être soutenu par 1,5 million d'adhérents) était en fait dirigé par deux milliardaires du secteur pétroliers, les frères Koch (de Koch Industries, la plus grande entreprise industrielle personnelle aux États-Unis) également financeurs du déni du changement climatique,. Ce groupe de pression était également représenté à la conférence de Londres, et a aidé à la financer.

### Présentation tronquée, biaisée ou mensongère de certains faits
10 ans après sa fondation, ce trust a été accusé d'avoir présenté de manière mensongère la situation du Royaume-Uni dans l'Europe. Ainsi le juriste M Dougan de la Liverpool Law School, à l'Université de Liverpool. Ce dernier a sévèrement jugé les chiffres gravement biaisés, selon lui, produits par ce trust. Ces chiffres ont été réutilisés par «Business for Britain» (groupe précurseur de Vote Leave) dans un rapport publié en mars 2015 - intitulé « L'influence de l'UE sur le droit britannique : la réponse définitive ». Ce rapport commence avec des définitions erronées de ce qu'est une directive et un règlement européens, et même d'une loi parlementaire anglaise dans le droit britannique, et utilise une méthodologie d'apparence scientifique, mais trompeuse : Business for Britain y décrète qu'entre 1993 et 2014, 64,7% de la législation britannique était sous influence de l'UE : les réglementations de l'UE auraient selon ce rapport représenté 59,3% de toute la législation britannique, mais, côté britannique, le rapport additionne le nombre total de mesures législatives primaires et secondaires alors adoptées au Royaume-Uni : actes du Parlement et textes réglementaires. Alors que du côté Union européenne, le mode de calcul change : il additionne le nombre total de règlements adoptés par l'UE ; puis identifie le nombre total de mesures de transposition des directives par le parlement britannique, extrait ces mesures du décompte britannique pour les exporter vers celui de l'UE. Le décompte final laisse alors penser que seules 35,3% des actes étaient de "pures" loi britannique. 

Selon Dougan (2017) cette manipulation multiplie (par près de dix) le nombre de textes de lois apparemment directement induits par l'UE, faisant croire que le Royaume-Uni avait perdu son indépendance juridique. À propos de Tim Philpott (auteur du rapport), selon Dougan, « il n'est pas clair si cette personne possède une formation, des qualifications, des compétences, une expérience ou une validation externe par des pairs dans le domaine de la recherche juridique » ; de tels biais, utilisés par l'alliance pour le Brexit lors de la campagne référendaire ont conduit à « l'une des campagnes politiques les plus malhonnêtes de l'histoire britannique moderne ». L'UKIP y affirmait que Bruxelles impose ou crée 75% de la législation britannique, mais ce chiffre, selon Dougan (2017), « ne semble basé sur rien de plus que des remarques de presse, spontanées et non fondées, d'un ancien commissaire européen ».

### Enquête de conformité réglementaire sur le PERT
Le PERT (Politics and Economics Research Trust), comme le rappelle son nom d'origine (The TaxPayers' Alliance Research Trust, jusqu'au 23 novembre 2007) est une émanation directe de la TPA (TaxPayers' Alliance). Le PERT est supposé être caritatif, car créée sous le régime juridique du statut d'organisme de bienfaisance.
En 2010, le PERT a fait l'objet d'une ouverture d'enquête de conformité de la part de la « Charity Commission du Royaume-Uni (le régulateur des Charity Trusts). Il s'agissait notamment de vérifier si le PERT a utilisé la fiducie pour obtenir un allégement fiscal et pour des dons en réalité destinés à financer des actions de campagnes politiques, comme le suggéraient des révélations publiées en 2009 dans le journal The Guardian. 

En décembre 2009, l'alliance semble avoir demandé à certains de ses donateurs - identifiés comme « hommes d'affaires privés », situé dans les Midlands anglais - de canaliser des fonds (à travers la fiducie) pour financer des recherches sur les politiques susceptibles de nuire à leurs intérêts commerciaux. L'Alliance aurait en outre bénéficié d'un allégement fiscal indu sur ses dons. Or, dans ce pays, les organisations de bienfaisance n'ont pas le droit de conduire des actions à des fins politiques. Un porte-parole de la « Charity Commission » a rappelé que « l'enquête a comme but de répondre aux allégations relatives à la relation de l'organisme de bienfaisance avec l'Alliance des contribuables » ; de telles enquêtes sont ouverts quand "les informations disponibles indiquent une faute ou une mauvaise gestion" ou sinon, quand des actions "peuvent avoir été inappropriées". 

Le rapport d'enquête de la Charity Commission a été publié le 9 février 2017  ; la Commission dit avoir constaté que l'organisme de bienfaisance n'avait pas mis en place d'agréments formels pour ses subventions, et qu'elle ne disposait pas de processus pour surveiller les projets de recherche qu'il finance.
Pour John Prescott (ancien vice-premier ministre britannique), l'annonce d'une enquête par la Charity Commission indique que l'Alliance des contribuables "exploitait le contribuable plutôt que protéger ses intérêts comme elle prétend le faire",. Il a demandé à Suzi Leather (présidente de la Commission) que le statut d'organisme de bienfaisance de l'Alliance soit suspendu ; il avait déjà dans le passé qualifié l'Alliance de « front du Parti conservateur ».
Selon le rapport de la Charity Commission, ses deux premières années, plus de 90% du financement total Politics and Economics Research Trust a été versé à la TaxPayers' Alliance (505,000 £.), et de décembre 2007 à décembre 2009 le PERT a donné 544 000 £. en subventions, dont à la TPA. À la suite des interrogations du Guardian et du député John Prescott (en 2011), la Charity Commission n'a pas trouvé de preuves que l'Alliance des contribuables TPA a utilisé l'organisme de bienfaisance pour canaliser des fonds, améliorés avec Gift Aid, vers son propre compte. La commission a publié des directives réglementaires pour l'organisme de bienfaisance, qui, selon elle, couvrent « les risques pour la réputation de l'organisme de bienfaisance si sa relation avec l'alliance n'est pas correctement géré ».
Malgré ces indications, la Fiducie a continué à acheminer d'importants fonds vers l'Alliance des contribuables, avec par exemple 1 500 000 £ en 5 ans, répartis comme suit :
- 2008: 265 000 £.
- 2009: 240 000 £.
- 2010: 325 000 £.
- 2011: 395 000 £.
- 2012: 275 000 £.

En juillet 2018, le PERT a publié ses comptes 2017 y affirmant avoir financé des organisations « de tous les horizons politiques » en 2017. Cette affirmation a été mise en doute : sur les 5 établissements financés, l'un est une filiale d'un autre et trois sont ostensiblement de droite ; seul le quatrième peut être considéré comme politiquement indépendant. En outre deux des quatre établissements financés sont en réalité des parties liées au PERT et le vice-président de l'une des deux autres organisations préside en son propre nom un organisme de bienfaisance subventionnaire qui pour 4 des 5 années précédentes a été l'un des principaux bailleurs de fonds du PERT (selon les comptes de son propre organisme de bienfaisance). Une seule des organisations financées semble donc in fine vraiment indépendante du PERT.
La maison mère du trust, la TPA a été accusée d'hypocrisie, de conflit d'intérêts et possiblement d'illégalité,.
En 2017, Business for Britain (qui a joué le rôle de groupe de campagne précurseur de Vote Leave) a été mis en demeure par la Charity commission de rembourser une subvention de 50 000 £ reçue du PERT et illégalement utilisée pour une campagne politique, ce qui est interdit pour les organismes de bienfaisance dans ce pays.

### Groupes et entités liés au Trust et à la TPA
- TaxPayers' Alliance
- Business for Britain (précurseur de Vote Leave)
- Institut Adam Smith
- Center for Policy Studies
- Institute of Economic Affairs
- Leave Means Leave
- Réseau Atlas
- Cambridge Analytica
- AggregateIQ
- Australian Taxpayers’ Alliance (à Melbourne)